# Seznam slovenskih državnih svetnikov
Seznam slovenskih državnih svetnikov je krovni seznam, ki zajema člane Državnega sveta Republike Slovenije.

## Seznami
- seznam slovenskih državnih svetnikov (1992-1997)
- seznam slovenskih državnih svetnikov (1997-2002)
- seznam slovenskih državnih svetnikov (2002-2007)
- seznam slovenskih državnih svetnikov (2007-2012)
- seznam slovenskih državnih svetnikov (2012-2017)
- seznam slovenskih državnih svetnikov (2017-2022)
- seznam slovenskih državnih svetnikov (2022-2027)